# Генріка Беєр
Генріка Софія Марія Беєр (уроджена Мінтер, пол. Henryka Beyer, 7 березня 1782, Щецин, Польща — 24 листопада 1855, Хшанів, Польща) — польсько-німецька художниця. Молодша сестра Вільгельма Мінтера  (англ. Wilhelm Heinrich Minter), архітектора.

## Біографія
Генріка Беєр брала уроки художньої майстерності в Щецині у художника Петера Шмідта.
У 1805 році переїхала в Берлін, де продовжила навчання живопису у відомого своїми картинами із зображенням квітів художника і директора Королівської порцелянової мануфактури Готфріда Вільгельма Волкера.
У 1811 році переселилася на постійне проживання у Варшаву, де навчалася у художника, педагога, найбільшого представника класицизму в польському живописі Антонія Бродовського.
У 1813 році Генріка Беєр вийшла заміж за Яна Готліба Вільгельма Беєра (пом. 1819), перейшовши при цьому з лютеранства в кальвінізм.
Народила трьох синів, з яких — у 1818 році — молодшого Кароля Беєра, що став згодом «батьком польської фотографії», дагеротіпістом, фотографом і нумізматом.
Рано залишилася вдовою і маючи під своєю опікою трьох малолітніх дітей, Генріка Беєр у 1824 році відкрила в Варшаві жіночу школу живопису і малюнка. Школа проіснувала до 1833 року.
Писала натюрморти з квітами, фруктами та посудом, в основному, акварелі, теплих темних тонів. Свої роботи підписувала Hka Beyer.
Генріка Софія Марія Беєр померла 24 листопада 1855 року в польському містечку Хшанув.
За іншими даними похована поруч із синами на Кальвіністському кладовищі Варшави (кв. Е, ряд 3, № 13). 
Поет Станіслав Яхович вшанував її пам’ять наступним віршем, принесеним до некролога: 
|  | Проста, як квітка, що її намалювала У небесній прикрашеній коштовності, Правда в її словах, а в її ділах — слава, У житті заохочена до чесноти. |

## Галерея

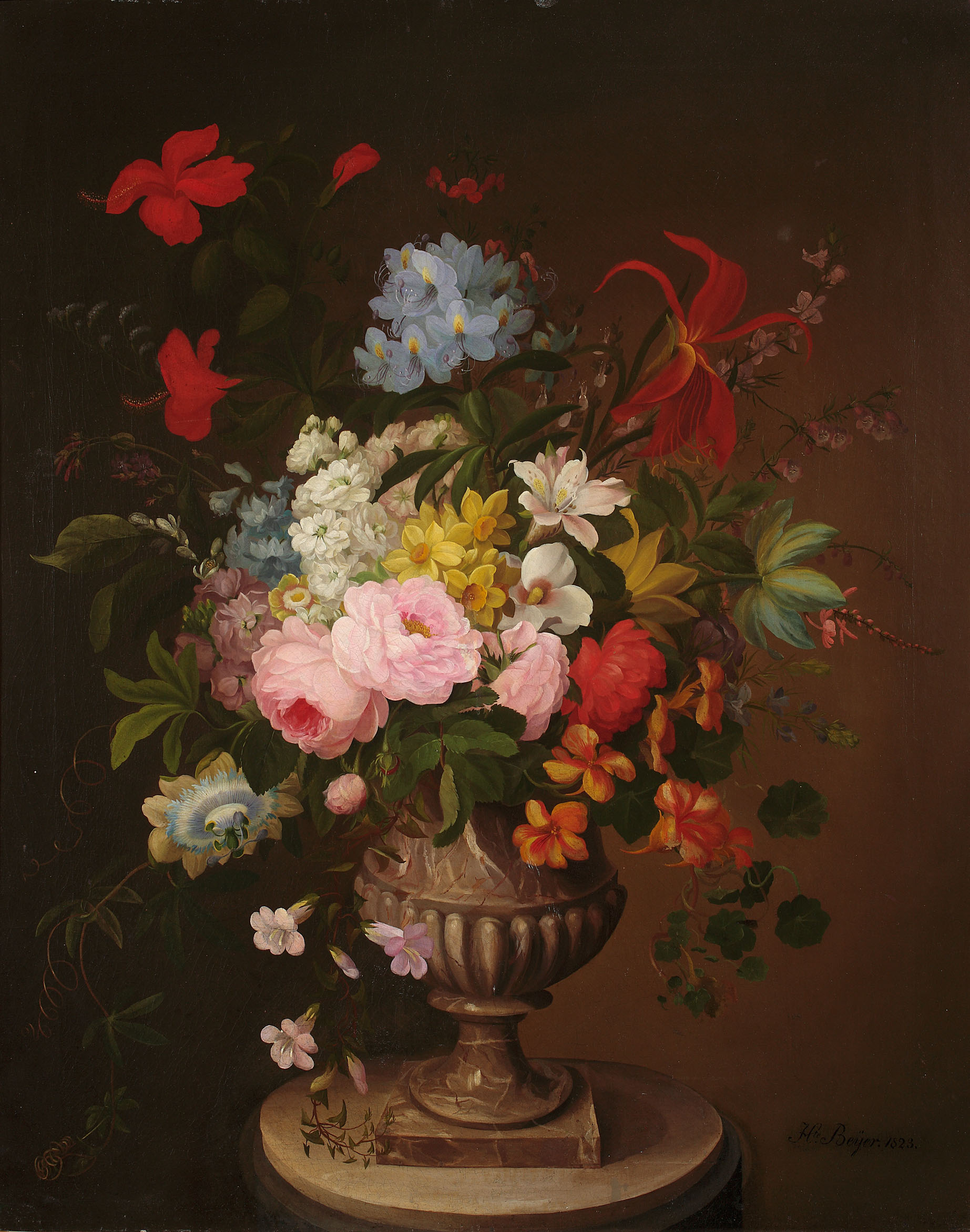
Генріка Беєр. Квіти в вазоні.1823
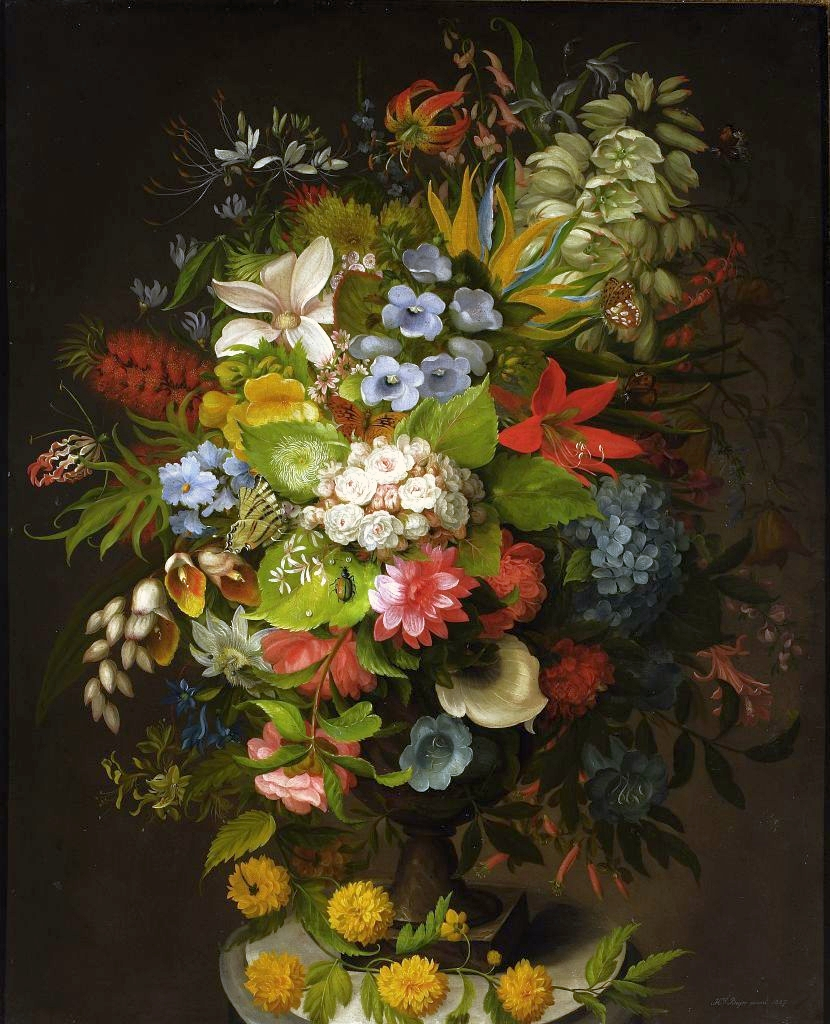
Букет квітів в вазоні, полотно, олія, 1827 р., Національний музею у Варшаві
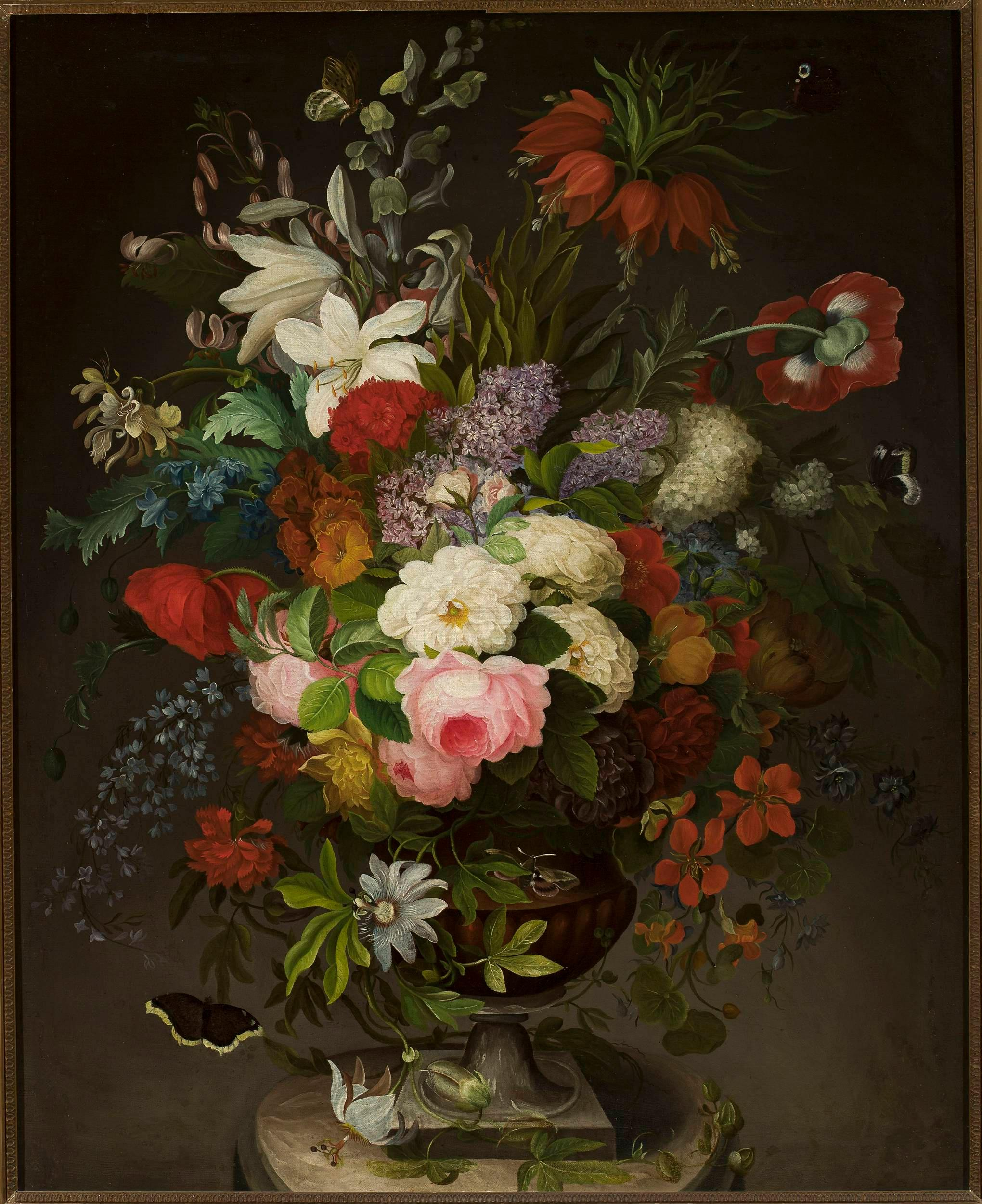
Квіти
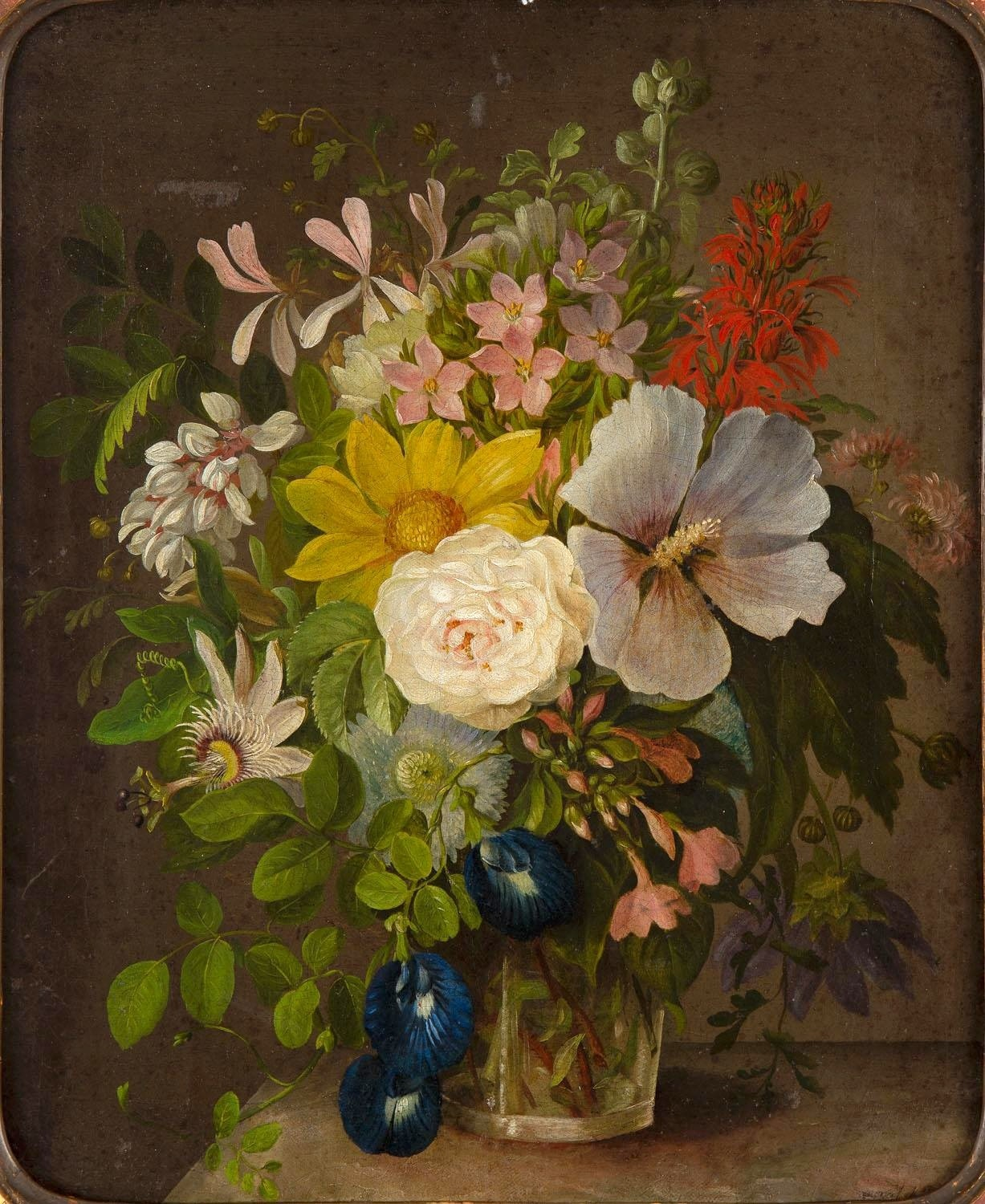
Квіти в вазоні
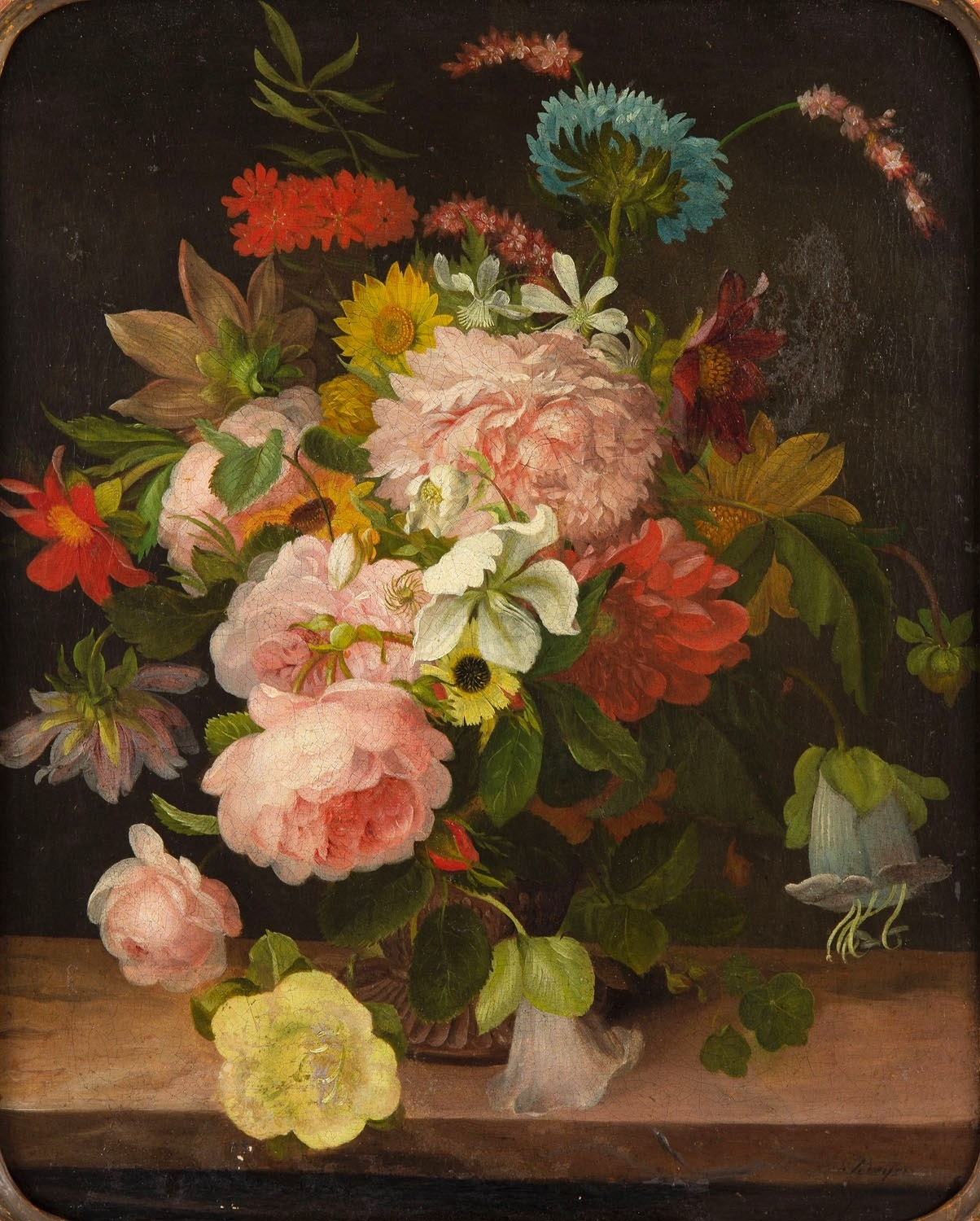
Натюрморт з квітами
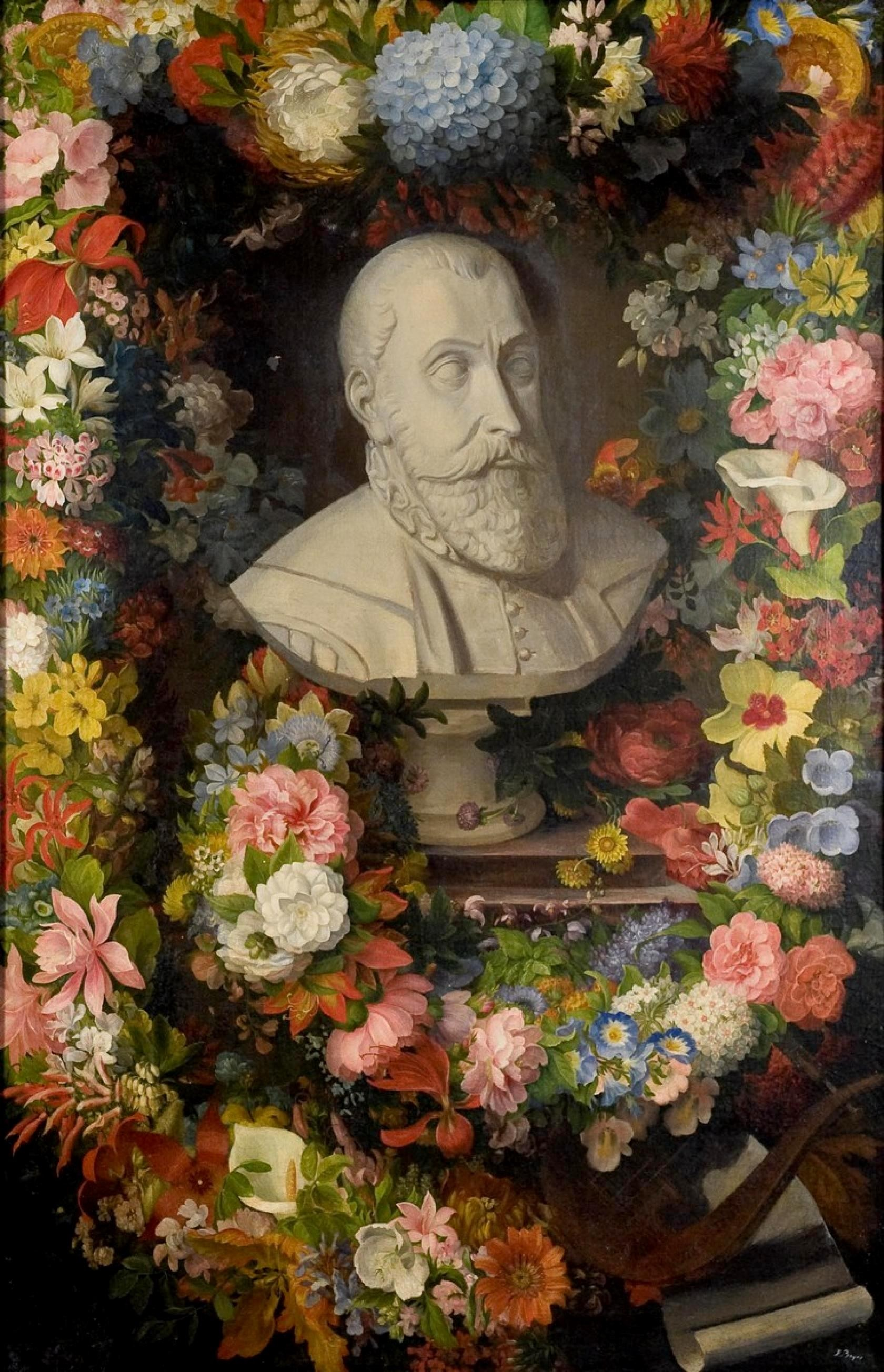
Апофеоз Кохановського 1830 року

## Див.також
- Анна Білінська-Богданович
- Ольга Бознанська
- Марія Водзинська
- Шептицька Софія Олександрівна